# Каботегравир/Рилпивирин
Каботегравир/Рилпивирин (торговая марка Cabenuva) — антиретровирусная схема из двух препаратов в одной коробке для лечения ВИЧ/СПИДа. Упаковка содержит два отдельных флакона для инъекций с каботегравиром и рилпивирином.
Наиболее частыми побочными реакциями являются реакции в месте инъекции, лихорадка или чувство жара (гипертермия), усталость, головная боль, скелетно-мышечная боль, тошнота, нарушения сна, головокружение и сыпь.
Лекарство в совместной упаковке было одобрено для медицинского применения в США в январе 2021 года. Это первая одобренная  Управлением по санитарному надзору за качеством пищевых продуктов и медикаментов США (FDA) полная инъекционная схема для ВИЧ-инфицированных взрослых, которую вводят один раз в месяц. Он также одобрен для использования в Канаде. В Европейском Союзе эти два препарата одобрены отдельно.

## История
Безопасность и эффективность Каботегравира/Рилпивирина были установлены в ходе двух рандомизированных открытых контролируемых клинических испытаний (Испытание 1 / NCT02938520 и Испытание 2 / NCT02951052) с участием 1182 ВИЧ-инфицированных взрослых, у которых была вирусологическая супрессия (РНК ВИЧ-1 менее 50 копий / миллилитр) до начала лечения каботегравиром/рилпивирином. Участники обоих испытаний продолжали демонстрировать вирусологическое подавление в конце каждого исследования, и не наблюдалось клинически значимых изменений по сравнению с исходным уровнем в количестве CD4 + клеток. Испытания проводились в 223 центрах в 24 странах, включая США.
В испытании 1 участники, которые никогда раньше не лечились от инфекции, получали одобренную терапию в течение 20 недель. Те, кто хорошо себя чувствовал после этого лечения (у которых РНК ВИЧ-1 меньше 50 копий / миллилитр) были затем рандомизированы для получения либо каботегравира/рилпивирина (в течение первых четырех недель они получали таблетки), либо для продолжения той же терапии еще 44 недель.
В испытании 2 участники, которые ранее успешно лечились от инфекции (у которых было РНК ВИЧ-1 менее 50 копий / миллилитр), были рандомизированы для приема либо каботегравира/рилпивирина (в течение первых четырех недель они получали таблетки), либо для продолжения той же терапии еще 44 недель.
В октябре 2020 года «Комитетом по лекарственным препаратам для медицинского применения» (CHMP)  Европейского агентства лекарственных средств (EMA) рекомендовал выдачу разрешения на продажу рилпивирина и каботегравира, для совместного использования для лечения людей, инфицированных вирусом иммунодефицита человека типа 1 (ВИЧ-1). Эти два препарата являются первыми антиретровирусными препаратами в форме инъекций длительного действия. Это означает, что вместо ежедневных таблеток люди получают внутримышечные инъекции ежемесячно или каждые два месяца. Рилпивирин и каботегравир были одобрены для медицинского применения в Европейском Союзе в декабре 2020 года как два отдельных препарата.
В январе 2021 года FDA предоставило компании ViiV Healthcare разрешение на использование Cabenuva.
Комбинация препарата для медицинского применения была одобрена в Австралии в феврале 2021 года.

## Медицинское использование
Каботегравир/Рилпивирин показан в качестве полной схемы лечения инфекции, вызванной вирусом иммунодефицита человека типа 1 (ВИЧ-1) у взрослых, чтобы заменить текущую схему антиретровирусной терапии для тех, у кого вирусологически подавлен стабильный режим антиретровирусной терапии, не имевший в анамнезе неудач лечения. В Европейском союзе комбинация показана для поддерживающего лечения взрослых с неопределяемым уровнем ВИЧ в крови (вирусная нагрузка менее 50 копий / мл) с их текущим антиретровирусным лечением и когда вирус не развил резистентность к ненуклеозидным ингибиторам обратной транскриптазы (ННИОТ) и ингибиторам переноса цепи интегразы.

## Противопоказания и взаимодействия
Каботегравир/Рилпивирин нельзя комбинировать с лекарствами, которые индуцируют фермент печени CYP3A4, потому что они ускоряют инактивацию рилпивирина, и / или фермента UGT1A1, так как они ускоряют инактивацию каботегравира. Эти механизмы потенциально могут привести к потере эффективности. Примерами таких препаратов являются Рифампицин, Рифапентин, Карбамазепин, Окскарбазепин, Фенитоин и Фенобарбитал.

## Побочные эффекты
Наиболее частыми побочными эффектами инъекционной комбинированной терапии с рилпивирином являются реакции в месте инъекции (у 84% пациентов), такие как боль и отек, а также головная боль (до 12%) и повышение температуры тела (в 10%). Менее распространенными побочными эффектами (менее 10%) являются депрессивные расстройства, бессонница, сыпь, усталость, скелетно-мышечная боль, тошнота, нарушения сна и головокружение.

## Фармакология
Каботегравир — ингибитор переноса цепи интегразы. Рилпивирин — ненуклеозидный ингибитор обратной транскриптазы (ННИОТ).

## ССылки
- Cabotegravir. Drug Information Portal. U.S. National Library of Medicine.
- Rilpivirine. Drug Information Portal. U.S. National Library of Medicine.